# Mickey Mantle
Mickey Charles Mantle (Spavinaw, Oklahoma, Estados Unidos; 20 de octubre de 1931 - Dallas, Texas, Estados Unidos; 13 de agosto de 1995) fue un beisbolista profesional estadounidense. Jugaba en la posición de jardinero central y desarrolló toda su carrera en los New York Yankees de las Grandes Ligas de Béisbol (MLB).

## Biografía
De pequeño su familia se mudó a Commerce, Oklahoma, donde aprendió a jugar al béisbol con ayuda de su padre y abuelo, quienes le desarrollaron la capacidad de batear con los dos brazos. Siendo su padre un minero, Mickey logró trabajar también en esa dura labor. Allí aprendió a manejar maquinaria pesada, la cual le ayudaría a desarrollar la fuerza que le haría famoso en su futuro como beisbolista.
Ya en el High School, sobresalió en basketball y fútbol. En este último fue duramente lesionado en la espinilla izquierda, tanto que se le desarrolló osteomielitis y por lo que estuvo a punto de ser amputado de no haber sido por el tratamiento de penicilina. Fue una de las tantas dolencias que interrumpirían frecuentemente su carrera.
En 1948 mientras destacaba en béisbol, un cazatalentos de los Yankees que fue a observar a otro jugador quedó admirado de su bateo. Quiso contratarlo de inmediato pero al comprobar la juventud de Mickey, le prometió a este hacerlo cuando fuera su graduación.

## Carrera
Contratado posteriormente, ya para 1951 de la clase D pasó a la clase C de los Yankees en el entrenamiento primaveral. Su potencia de bateo y la rapidez para correr las bases le ayudaron a incorporarse al equipo mayor ese mismo año: fue la primera vez que un jugador lograba llegar desde la clase C.
En la misma temporada de su debut sufrio nuevas lesiones. En una jugada desafortunada en el outfield, para evitar una colisión con Joe DiMaggio, pateó un charco de agua y cayó aparatosamente, tanto que tuvo que ser llevado fuera del campo en camilla. Esta lesión le comprometio una de sus rodillas, en total fue operado seis veces en su carrera. A pesar de ello terminó la temporada con .267 de average, 13 cuadrangulares y 65 carreras remolcadas.
Al retirarse Joe DiMaggio, tomó la posición de jardinero central desde 1952 a 1966. Junto a Yogi Berra formaron una pareja inmejorable entre los años 1951-55; para 1956 era toda una estrella y uno de los mejores bateadores ambidiestros. Esa misma temporada logró una de las mayores marcas para un bateador: la Triple Crown (mejor promedio de bateo, mayor cantidad de cuadrangulares y carreras impulsadas). Sus números fueron: .353, 52 home runs, y 130 RBI. Ese año logró tres cuadrangulares en la Serie Mundial.
La fuerza al batear de Mickey Mantle fue una característica singular. Uno de ellos se reconoce probablemente como el más largo. Lo hizo en Washington el 17 de abril de 1953 con 565 pies; a pesar de ello quizá el más lejano fue el de 1951 en un entrenamiento de primavera en la Universidad del Sur de California (656 pies).
Junto con Roger Maris se enfrascaron en una singular lucha de bateo de cuadrangulares en 1961. Maris terminó con 61 y Mantle con 54; las lesiones interrumpieron su racha. Con esto se quebró el récord de Babe Ruth de 60 cuadrangulares en una temporada.
Libre de lesiones era un excelente outfielder, rápido y de brazo fuerte. En su vida deportiva alcanzó doce series mundiales en 14 años, de los cuales consiguió siete títulos con los Yankees. En Serie Mundial posee récord de cuadrangulares (18), carreras impulsadas (43), bases por bolas (43), hits de extra base (26), y bases ganadas (123).

### Sus logros
- Fue Jugador Más Valioso de la Liga Americana en 1956, 1957 y 1962.
- Participó veinte veces en el Juego de Estrellas y su retiro fue el 1 de marzo de 1969.
- Los números finales a la ofensiva fueron: .298 de average, 1.509 carreras impulsadas y 536 cuadrangulares; considerando sus dolencias, jugó más veces para los Yankees que ninguno (2.401).

### El Hall de la Fama
Fue ingresado al Salón de la Fama en 1974. Tenía los méritos suficientes para estar ahí.

## Años finales y fallecimiento
Después de su retiro se hizo inmensamente popular. Estuvo en la televisión, manejó un restaurante y sus tarjetas de colección se hicieron muy valiosas. En 1993 fue ingresado en una clínica para rehabilitarse del alcoholismo. Después de esto realizó presentaciones para evitar el consumo de alcohol y drogas en los chicos.
Al decidirse por una operación de trasplante de hígado se descubrió que tenía cáncer. Debido a esto formó la Mickey Mantle Foundation para fomentar la donación de órganos; falleció el 13 de agosto de 1995, en Dallas, Texas.